# KAZUKI & NAOTO
KAZUKI & NAOTO（カズキ・アンド・ナオト）は、日本出身のウクレレの兄弟奏者である。

## メンバー
- KAZUKI（カズキ、1998年2月14日（27歳） - ）兄
- NAOTO（ナオト、2000年10月11日（24歳） - ）弟

## 使用楽器
- ウクレレ
- ギター
- ベース
- スラックキーギター

## ディスコグラフィー
- 'Ukebrothers（2014年7月30日、KN-001[2]）
- New Horizon（2018年2月7日、LMPCD-1014[3]／LEIR-0128[4]）

## 主な出演

### テレビ番組
- シャキーン!（NHK Eテレ、2011年）
- ありがとッ!（テレビ神奈川、2011年）
- ムジカ・ピッコリーノ（NHK Eテレ、2014年）

### テレビCM
- ファミリー引越しセンター[5]（NAOTOのみ、2012年）